# أفرو 720
طائرة أفرو 720 كانت طائرة بريطانية بمقعد واحد اعتراضية في مرحلة التطوير في الخمسينيات من القرن العشرين. كانت من تصميم و تطوير شركة أفرو في محاولة لمنافسة سوندرز-رو-بنيت ريال.53. تم تطوير وبناء  نموذج جزئي عندما الغي المشروع.
البيانات من The British Fighter since 1912<ref name='Mason Fighter p400'>
الخصائص العامة
- طاقم: 1
- طول: 42 قدم 3 بوصة (12.88 م)
- باع الجناح: 27 قدم 3.5 بوصة (8.319 م)
- مساحة الجناح: 166 قدم2 (15.4 م2)
- الوزن فارغة: 7,812 رطل (3,543 كـغ)
- وزن الإقلاع الأقصى: 17,575 رطل (7,972 كـغ)
- محركات: 1 × آرمسترونغ سيدلي سكريمر صاروخ فيول سائل, 8,000 رطلق (36 كـن) thrust
- محركات: 1 × آرمسترونغ سيدلي سكريمر محرك نفاث توربو, 1,750 رطلق (7.8 كـن) thrust

أداء
- السرعة القصوى: 1,320 ميل/س (2,124 كم/س؛ 1,147 عقدة) at 40,000 ft (12,200 m)
- السرعة القصوى: Mach 2.0
- سقف الخدمة: 60,000 قدم (18,288 م)
- Time to altitude: 1 min 50 s to 40,000 ft (12,200 m)

تسليح

- صواريخ: متوفر لصاروخي جو-جو دي هافيلاند فايرستريك بتوجه اشعاع ما دون الأحمر

## للإستزادة
- قائمة طائرات القوات الجوية الملكية